# 葡萄糖淀粉酶
葡萄糖淀粉酶（glucoamylase）又称γ-淀粉酶（gamma-amylase）、淀粉葡糖苷酶（amyloglucosidase，AMG），全名葡聚糖 1,4-α-葡糖苷酶，化学式为：C2898H4378O982N750S11是一種酸性的單鏈外切型糖苷水解酶，不僅能催化澱粉水解為葡萄糖，還能從澱粉糖鏈的非還原末端 (即不可以形成半縮醛的羥基) 切下葡萄糖分子。γ-淀粉酶存在于动物（小肠）、微生物中。
葡萄糖澱粉酶目前已在食品、醫藥和發酵工業等領域得到廣泛的應用。工業上應用的葡萄糖澱粉酶主要來自於麴黴屬及根黴屬，極少來自於鐮孢菌屬。例如半裸鐮刀菌 (Fusarium Semitectum) 、尖孢鐮刀菌、茄鐮孢菌、蔗草鐮刀菌 (Fusarium scirpi) 及串珠鐮刀菌 (Fusarium moniliforme) 等，故而不同來源的酶的性質也存在着差異。銅離子及鎂離子等二價金屬離子一般對葡萄糖澱粉酶的活性有激活作用，然而汞離子、鉛離子及鎳離子等二價金屬離子對葡萄糖澱粉酶的活性有抑制作用，視乎葡萄糖澱粉酶的來源。